# Alkoholové kvašení

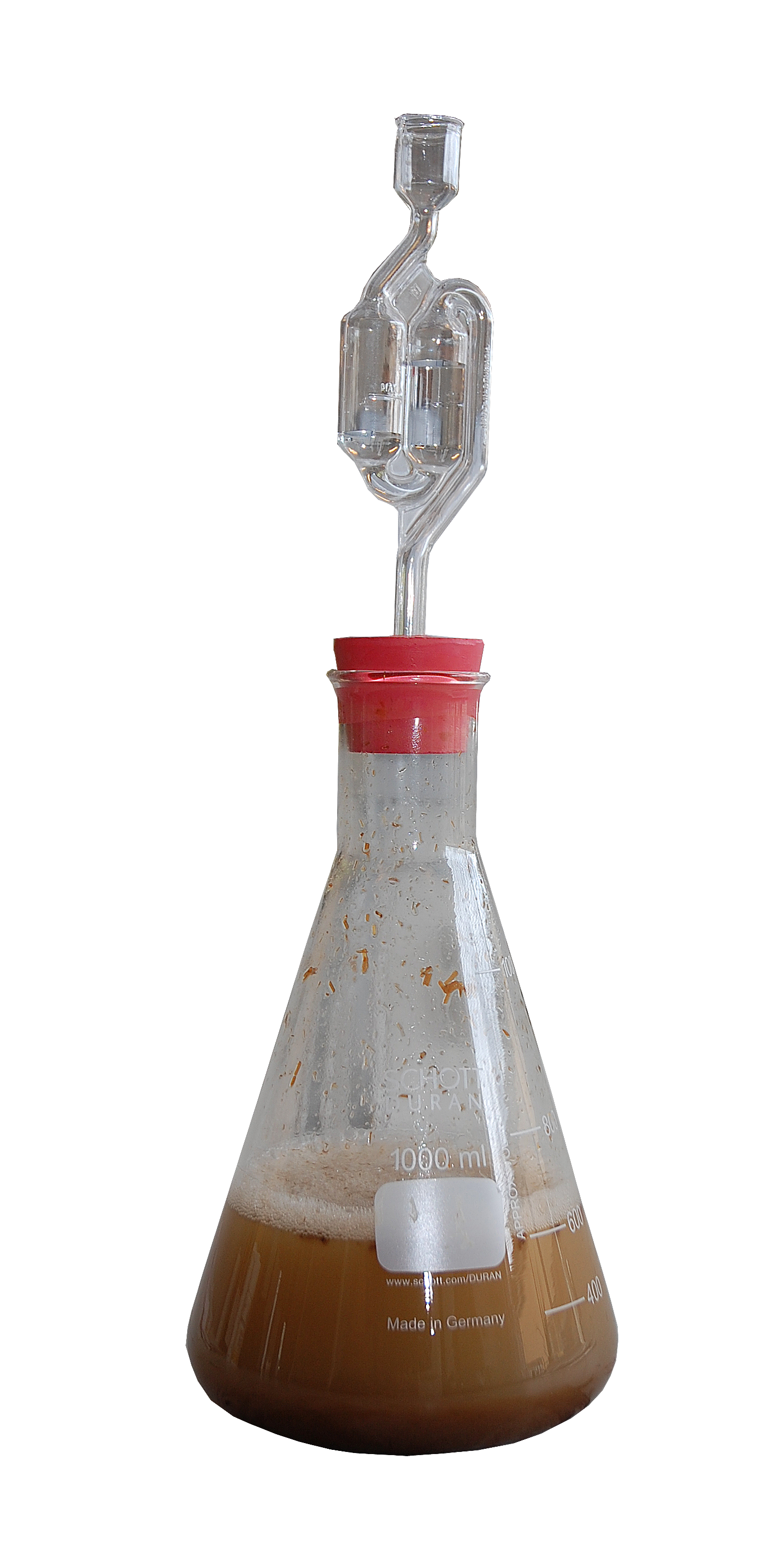
Erlenmeyerova baňka, v níž probíhá alkoholové kvašení

Alkoholové kvašení je biochemický proces, při kterém jsou rostlinné sacharidy přeměňovány na alkohol za přítomnosti kvasinek. Kvasinky vlastní enzymy, kterými přeměňují rostlinné sacharidy na ethanol a oxid uhličitý za vzniku tepla a energie.

## Příčiny kvašení
Při glykolýze je spotřebováváno NAD+ na NADH, NAD+ je však v buňce omezené množství a proto musí dojít k recyklaci NADH na NAD+.
Při přísunu kyslíku se NADH předává mitochondriím na reoxidaci, avšak, pokud není dostatek kyslíku (anaerobní podmínky) je NAD+ doplňována redukcí pyruvátu, který vzniká při glykolýze. Toto anaerobní odbourávání může probíhat jako mléčné kvašení (svaly) nebo jako alkoholové kvašení (kvasinky).
Při anaerobních podmínkách kvasinky přeměňují glukózu na ethanol a jako vedlejší produkt vzniká oxid uhličitý.

## Kvasný proces
Kvasný proces kvasinek probíhá ve dvou krocích:
- V prvním se pyruvát dekarboxyluje na acetaldehyd a oxid uhličitý, tato reakce je katalyzována enzymem pyruvátdekarboxylázou.
CH3C(O)COOH → CH3CHO + CO2

- Ve druhém kroku je vzniklý acetaldehyd redukován na ethanol, v této reakci vystupuje jako enzym alkoholdehydrogenáza (ADH).
CH3CHO + NADH + H+ → CH3CH2OH + NAD+

Ve druhé reakci se NADH přeměňuje zpět na NAD+ a tím se buňce opět doplní oxidovaná forma této molekuly.
Fermentace celkově: glukóza → 2 CO2 + 2 ethanol ΔG°' = −235 kJ/mol

## Vznik ATP
Jako další hlavní produkt alkoholového kvašení vznikají dvě molekuly ATP, což je teoreticky jen asi 26% využití celkové možné energie reakce (přeměna jednoho molu ADP na ATP spotřebuje 30,5 kJ volné energie). Zbylá energie je uvolňována ve formě tepla, čímž se reakce stává vratnou. Při fyziologických podmínkách je účinnost přeměny volné energie na energii ve formě ATP asi 50%, to je způsobeno rozdílnými koncentracemi složek za fyziologického a standardního stavu.

## Aerobní a anaerobní kvašení
Při anaerobní fermentaci je v porovnání s aerobním odbouráváním plýtváno glukózou – při anaerobním odbourávání se získají jen dvě molekuly ATP na jednu molekulu glukózy, v porovnání s aerobním odbouráváním, kdy vzniká z jedné molekuly glukózy 36 molekul ATP, je anaerobní způsob vzniku energie 18× méně účinný.
Tímto se vysvětluje Pasteurovo pozorování (Pasteurův efekt), při kterém kvasinky za anaerobních podmínek spotřebovávají daleko více glukózy než za aerobních podmínek.

## Omezení fermentace
Alkoholové kvašení nemůže probíhat do nekonečna. Maximální koncentrace alkoholu v roztoku sacharidu může být 13–14 %, u některých speciálně vyšlechtěných kvasinek až 16 %. Stoupne-li koncentrace alkoholu nad přípustnou mez, mohou se v roztoku namnožit bakterie, které přeměňují meziprodukt fermentace, acetaldehyd, na kyselinu octovou, a místo alkoholu vznikne vysoceprocentní ocet.

Ethanol je navíc pro kvasinky toxický, takže pokud by se zabránilo rozmnožení bakterií, kvasinky by se nakonec otrávily ethanolem.
Alkoholické nápoje vznikající kvašením a mající obsah alkoholu i 30 % vznikají přirozenou cestou také, ale do asi jen 14 % obsahu alkoholu, následně se koncentrace ethanolu zvýší nadstavením alkoholu na požadovanou koncentraci.